# Juan Escutia (södra Mocorito kommun)
Juan Escutia är en ort i Mexiko.   Den ligger i kommunen Mocorito och delstaten Sinaloa, i den västra delen av landet, 1 100 km nordväst om huvudstaden Mexico City. Juan Escutia ligger 32 meter över havet och antalet invånare är 624.
Terrängen runt Juan Escutia är platt åt sydost, men åt nordväst är den kuperad. Runt Juan Escutia är det ganska tätbefolkat, med 155 invånare per kvadratkilometer. Närmaste större samhälle är Navolato, 19,7 km söder om Juan Escutia. Trakten runt Juan Escutia består till största delen av jordbruksmark.